# اونتسمارکت فراونبورگ
اونتسمارکت فراونبورگ (به آلمانی: Unzmarkt-Frauenburg) یک منطقهٔ مسکونی در اتریش است که در مورتال واقع شده‌است. اونتسمارکت فراونبورگ ۳۶٫۵۵ کیلومتر مربع مساحت دارد ۷۴۵ متر بالاتر از سطح دریا واقع شده‌است.